# Włodowice (województwo dolnośląskie)
Włodowice (niem. 1352: Waldicz, 1429: Walditz, 1560: Walditti, 1631: villis Walliz, 1748-1945: Walditz, 1945-1946: pol. Borowo, od 1946: Włodowice) – wieś w Polsce, w województwie dolnośląskim, w powiecie kłodzkim, w gminie Nowa Ruda. Wieś znajduje się w dolinie rzeki Włodzicy (w latach 1945–1946 rzeka nazwana została Borowianką).

## Podział administracyjny
| SIMC    | Nazwa    | Rodzaj     |
| ------- | -------- | ---------- |
| 0854535 | Górzna   | przysiółek |
| 0854541 | Grządka  | przysiółek |
| 0854558 | Rzędzina | przysiółek |

W latach 1975–1998 miejscowość należała administracyjnie do województwa wałbrzyskiego.

## Stillfriedowiez Włodowic
Po wygaśnięciu męskiej linii von Donynów dobra noworudzkie wraz z Włodowicami w 1472 otrzymał Georg I von Stillfried und Rattonitz (zm. 1482), małżonek Anny von Donyn. Ponad sto lat później, w 1586 dobra te po swoich krewnych z Tłumaczowa przejął Henryk von Stillfried Starszy (1519-1615), który je podzielił. Włodowice Dolne (niem. Niederwalditz) otrzymał jego trzeci syn – Henryk Młodszy i objął tutejszy dwór. W 1622 podczas wojny trzydziestoletniej Henryk Młodszy został napadnięty przez żołnierzy cesarskich i uwięziony w Kłodzku. Poniesione rany i tortury sprawiły, że zmarł. Posiadłości po nim przejął syn Jerzy. Kolejnym właścicielem Włodowic był hrabia Bernhard II, syn Bernharda I, który zmarł bezdzietnie w 1689. Dobra włodowickie przejęli Stillfriedowie z Drogosławia i były w ich rękach do XIX w.

## Kultura
W ramach Festiwalu Góry Literatury 8.07.2017 r. została otwarta Droga chlebowa na trasie Šonov – Włodowice, a w przysiółku wsi Rzędzina odbywały się spotkania z pisarzami, na których wystąpili: Swietłana Aleksijewicz, Ireneusz Grin, Magdalena Grzebałkowska, Karolina Korwin Piotrowska, Ewa Lipska, Radek Rak, Justyna Sobolewska, Andrzej Stasiuk, Małgorzata Szejnert, Monika Sznajderman, Adam Wajrak.
W 2001 roku we Włodowicach zarejestrowane zostało Stowarzyszenie Społeczno-Kulturalne Włodzica stawiające sobie m.in. za cel wspieranie wszechstronnego i zrównoważonego rozwoju: społecznego, kulturalnego i gospodarczego wsi Włodowice. W 2024 roku we Włodowicach zarejestrowana została Fundacja im. Eduarda Petzolda współpracująca z władzami Gminy Nowa Ruda oraz Miasta i Gminy Radków na rzecz lokalnego krajobrazu kulturowego, przyrody i zabytków.

## Edukacja
Szkoła Podstawowa im. św. Wojciecha (Włodowice 25), budynek powstał w 1866 r. Po II wojnie światowej szkołę uruchomiono 1 października 1945; jej kierownikiem został Jan Szuwalski. 8 czerwca 2000 szkole nadano im. św. Wojciecha. Szkoła podstawowa jest częścią Zespołu Edukacyjnego Włodowice wraz z przedszkolem (Włodowice 50) i klasami gimnazjum (do 2019).

## Zabytki i wartościowe obiekty historyczne
Zabytki rejestrowe
1. dwór dolny (nr 91) – wybudowany w 1594(8) r. w stylu renesansowym (nr rej.: A/6212 z 3.03.2022), jest częścią zespołu dworskiego

Zabytki w Gminnej Ewidencji Zabytków
1. kościół św. Piotra Kanizjusza we Włodowicach – wybudowany w 1929 r. w stylu neobarokowym, przy kościele stoi kamienny krzyż z XIX w.
2. zespół dworski (nr 91) wraz z otoczeniem,
3. budynek gospodarczy stodoła z XIX wieku w zespole dworskim (nr 91)
4. budynek gospodarczy obora/owczarnia z pierwszej poł. XIX w. w zespole dworskim (nr 91)
5. ruiny pawilonu ogrodowego XVI/XVII w. w zespole dworskim (nr 91),
6. pałacyk (nr 50) – dom fabrykanta, wybudowany w XIX w. w stylu eklektycznym z nawiązaniami do baroku i klasycyzmu z pozostałościami ogrodu z XIX w. obecnie przedszkole,
7. dom mieszkalny (nr 5),
8. kompleks willowy z około 1890-1900 dawna Villa Luisenheim (nr 8-9) wraz z budynkiem gospodarczym (nr 8),
9. dom mieszkalny (nr 18),
10. dom mieszkalny (nr 22),
11. budynek gospodarczy stodoła z bramą w zespole mieszkalno-gospodarczym (nr 22),
12. szkoła podstawowa (nr 25)
13. dawny budynek klasztorny, placówka sióstr zakonnych, dom mieszkalny (nr 27),
14. budynek mieszkalno-gospodarczy (nr 31),
15. budynek mieszkalny (nr 78),

inne obiekty historyczne
1. obszar tarasowego ogrodu z k. XVI w.[12] przy zabytkowym dworze (nr 91),
2. kamienny mur ogrodowy z przełomu XVI i XVII w. przy zabytkowym dworze (nr 91),
3. kamienny (piaskowiec) krzyż ze sceną męki Chrystusa z 1820 r.,
4. kapliczka domkowa z przełomu XVIII i XIX w. (nr 1),
5. kapliczka domkowa z przełomu XIX i XX w. (nr 66),
6. kamienna (piaskowiec) grupa figuralna ze sceną ukrzyżowania Chrystusa oraz ogrodzeniem z metaloplastyki z początku XIX w.
7. obora ze stodołą z przełomu XVIII i XIX w. (nr 1),
8. dom mieszkalny (nr 82),
9. kamienno-betonowy odpływ wody z północnego zbocza Góry św. Anny z przełomu XIX i XX w.,
10. wiadukt kolejowy z 1902 roku nad wąwozem zachodniego zbocza góry Krępiec,
11. kamienny most drogowy nad potokiem Skakawa przy skrzyżowaniu z drogą do przysiółków Grządka i Sokolica,